# Tubarão Te Amo
"Tubarão Te Amo" é uma canção de funk carioca produzida pelo DJ LK da Escócia e que conta com os vocais de MC RF, MC Jhenny, MC Carol, Tchakabum, MC Ryan SP e MC Daniel. Foi lançada como single em 2022.

## Composição
Eu peguei o trecho antigo que fala do 'tubarão' para combinar com o Ryan. E também para voltar ao tempo. Porque o público do TikTok gosta muito disso: começar com músicas antigas e depois virar com a atualidade

—DJ LK da Escócia ao g1.
Em 2022, o carioca DJ LK da Escócia resolveu produzir músicas para homenagear dois ídolos do funk paulista: MC Ryan SP, que tem apelido de "Tubarão", e MC Daniel, chamado de "Falcão". Para tal, o DJ decidiu resgatar um trecho da música "Tesouro de Pirata (Onda Onda)", sucesso de 2001 do Tchakabum ("andou na prancha, cuidado tubarão vai te pegar"). A canção contava com versos de LK e dos amigos cariocas MC Jhenny e MC RF, além de um sample da voz da MC Carol na faixa "Eu Te Amo". Com a popularidade desta versão no TikTok, ela foi notada pelos MCs Ryan e Daniel, que resolveram entrar na música e gravar vocais para uma nova versão. Posteriormente, o Tchakabum pediram sua parte dos direitos pelo uso de "Tesouro de Pirata", o que foi resolvido num acordo amigável.
Em 6 de dezembro, MC Carol publicou em seu Twitter: "Usar minha voz sem autorização nas músicas tá virando um hábito! A última foi essa 'TUBARÃO TE AMO' que tá bombando nas redes e eu não tô recebendo nem 1 real... Minha equipe tá tentando contado no telefone da equipe do DJ LK e eles simplesmente não atendem ou não respondem". No dia seguinte, publicou: "já está tudo resolvido".

## Popularidade
Até novembro de 2022, a canção já havia sido usada em 500 mil vídeos no TikTok e tinha 30 milhões de audições no Spotify e no YouTube. Entrou no top 10 entre as mais tocadas do Spotify Brasil e alcançou o terceiro lugar na lista das 50 canções virais dos Estados Unidos. O single foi certificado com disco de diamante duplo pela Pro-Música Brasil.

## Paradas musicais
| Parada (2022)                     | Posição de pico |
| --------------------------------- | --------------- |
| Brasil Brazil Songs (Billboard)   | 11              |
| Mundo Global Excl. US (Billboard) | 133             |
| Portugal (AFP)                    | 16              |

| Parada (2022)             | Posição de pico |
| ------------------------- | --------------- |
| Brasil (Top 50 Streaming) | 12              |

## Certificações
| País                                           | Certificação | Vendas   |
| ---------------------------------------------- | ------------ | -------- |
| Brasil (Pro-Música Brasil)                     | 3× Diamante  | 900 000* |
| *número de vendas baseado somente certificação |              |          |